# گایانه (نام کوچک)
گایانه (ارمنی: Գայանե) نام کوچک زنانه رایج در میان ارمنیان می‌باشد و ممکن است به یکی از موارد زیر اشاره داشته باشد:
- گایانه چبوتاریان
- گایانه خاچاتریان
- گایانه گوستانیان
- ماری-گایانه میکائلیان
- گایانه هوهانیسیان
- پیش‌نویس:گایانه ماماجانیان
- پیش‌نویس:گایانه ساروخانیان
- پیش‌نویس:گایانه نرسیسیان
- پیش‌نویس:گایانه موسایلیان
- پیش‌نویس:گایانه آسلامازیان
- پیش‌نویس:گایانه مکرتچیان
- پیش‌نویس:گایانه مالومیان
- پیش‌نویس:گایانه ماخموریان